# Tigre del sud de la Xina
El tigre del sud de la Xina (Panthera tigris amoyensis) és la subespècie de tigre més amenaçada de totes. La seva àrea de distribució original s'estenia pels boscos humits i prats del quadrant sud-est de la Xina (províncies de Canton, Guangxi Zhuang, Hunan i Jiangxi), on es donà per extingit en llibertat el 1994. Avui en dia sobreviuen 68 animals en captivitat, descendents de només 6 tigres originals. Una diversitat genètica massa petita perquè una població de felí es pugui recuperar-se, per la qual cosa és probable que aquesta subespècie s'acabi extingint a curt o mitjà termini. És per això que al zoo de Canton s'ha començat a preservar cèl·lules d'aquesta subespècie de tigre per evitar la seva definitiva desaparició.
El tigre del sud de la Xina té una sèrie de característiques primitives en comparació amb la resta de subespècies de tigres vivents, que el fan assemblar a l'avantpassat comú que totes les subespècies actuals van tenir a finals del Plistocè al sud de Sibèria.
Es tracta d'un tigre de mida modesta, amb un pes màxim de poc més de 170 kg en el cas dels mascles i 112 en el de les femelles. La longitud mitjana dels mascles és de 2,45 m del cap a la cua i 2,30 en el cas de les femelles. El pelatge és ataronjat viu, amb menys zones blanques que altres subespècies i ratlles negres més escasses i separades entre si. Se sap que antigament, a la província de Fujian hi havia una variant que en lloc del pelatge taronja de fons el tenia de color gris - blavós. Aquest estrany caràcter, probablement recessiu, fou observat per darrera vegada el 1918.
S'estima que la població del tigre del sud de la Xina el 1959 arribava als 4.000 exemplars, repartits per tota l'àrea compresa entre la província de Hebei i l'àrea propera a la península de Hong Kong. Aquesta població es considera amenaçada sota els paràmetres actuals, però llavors fou considerada una plaga a erradicar pel govern de Mao Zedong, començant una campanya d'extermini a gran escala. En el curs de només 17 anys, la població de la subespècie es va reduir a 200 animals, pel que es va revocar el seu estat de "pesta" el 1977.
El 1981 fou classificada com subespècie en Perill d'Extinció pel conveni CITES i el 1988 el govern xinès la va incloure en la seva llista d'animals protegits. Fins aleshores, els tigres xinesos ja s'havien reduït considerablement per la caça o la destrucció del seu hàbitat. El 1987 només es trobaven proves d'aquesta subespècie en llibertat a la Serra de Guandong, en els límits entre les províncies de Hunan i Jiangxi. L'últim tigre del sud de la Xina que va morir tirotejat per humans ho va fer en aquesta zona el 1994. Un any després, el Ministeri de Boscos xinès donava una possible xifra de 20 individus vivint a la zona, encara que no havien aconseguit albiraments fiables. Els individus en captivitat descendeixen d'animals capturats vius en la dècada dels 80.

## Retorn a la naturalesa del tigre xinès
Tot i que el 1988 la Xina el va incloure en la seva llista d'animals protegits no compta encara amb experts per preparar aquests tigres pel seu retorn a la vida salvatge, per la qual cosa organitzacions britàniques i sud-africanes com «Save China's Tigers" i "Chinese Tigers South Africa» van signar un ambiciós acord el 2002 per enviar uns deu exemplars que es tenien en captivitat a un recinte especial en Sud-àfrica per rebre entrenament per tal que hi aprenguessin el necessari per sobreviure en un entorn salvatge: especialment a caçar i preparar-los així per a una reintroducció. Aquest programa que s'anomena "retorn a la naturalesa del tigre xinès" té com a objectiu final la reintroducció d'aquests tigres i la seva descendència a la vida silvestre, si bé l'objectiu inicial de fer-ho el 2008, per coincidir amb els Jocs Olímpics celebrats a la capital xinesa, Pequín, no pogué ser assolit.
El maig de 2006, l'actor Jackie Chan es va convertir en la nova cara de la campanya per salvar els tigres del sud de la Xina, que pretén crear major consciència de la greu situació que travessa aquesta subespècie.
Gràcies a la col·laboració entre el Zoo de Minnesota, l'Administració Forestal Estatal Xinesa i el International Consultancy Europe, està en marxa un projecte per a reintroduir el tigre del sud de la Xina en el seu hàbitat natural. La primera meitat del 2010, el projecte va recaptar tres milions de dòlars per a restaurar 100.000 hectàrees de reserva natural entre les províncies de Hubei i Hunan, les quals s'intentaran repoblar posteriorment.

## Informacions sobre la situació en estat salvatge
Diversos mitjans informaren durant el 2007 del redescobriment en llibertat del tigre d'Amoy, fins i tot amb proves de fotos, les quals van donar la volta el món per la seva excepcionalitat. Posteriorment es demostrà que havien estat fotos retocades amb la finalitat d'aconseguir finançament estatal per a una reserva natural a la província de Shaanxi, el que ha provocat la interposició de diverses querelles judicials.
Si aquest tigre s'hagués redescobert en llibertat realment, tornaria a la trista llista negra dels 10 animals amb més risc de desaparèixer del planeta i es col·locaria en primera posició entre els felins més amenaçats avançant fins i tot al linx ibèric.